# Frigorífico Chapecó

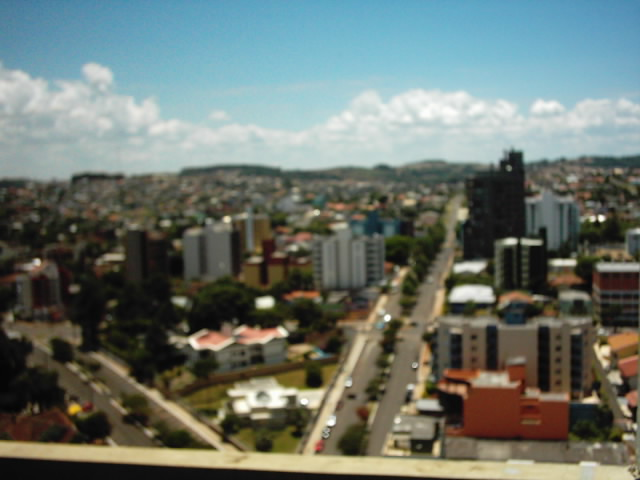
A cidade de Chapecó

O Frigorífico Chapecó foi uma empresa alimentícia brasileira que teve sua falência decretada em 2005.
A empresa atuava em todo o mercado brasileiro e foi uma forte exportadora para mais de 50 países. A rede possuía oito unidades industriais, 5 mil empregados e 3 mil produtores integrados.
Em 1997 o BNDES assumiu o comando geral da empresa com o apoio direto do Banco do Brasil e do Banco Bozzano Simonsen. Em agosto de 1999, o BNDES firmou um acordo com o grupo argentino Macri, do empresário Francisco Macri, para assunção do controle da Chapecó. O acordo estipulava igualmente a redução da dívida financeira de 285 milhões de dolares para 138 milhões.
Em agosto de 2000, o frigorifico teve a quebra do sigilo bancário de duas contas decretada pelo juiz Mauro Sbaraini, da 1ª Vara Federal de Cascavel (PR), a pedido do Ministério Público Federal, para investigar se houve intermediação do ex-secretário-geral da Presidência Eduardo Jorge Caldas Pereira na liberação de recursos do BNDES para o frigorífico.
No início de abril de 2003, a Comissão de Fiscalização Financeira e Controle aprovou a realização de auditoria no Frigorífico Chapecó, solicitada ao Tribunal de Contas da União (TCU) pela deputada Luci Choinacki. O frigorifico recebeu o correspondente a 197 milhões de dolares do BNDES.
Como resultado da crise, a empresa chegou a demitir 4.700 funcionários. Sem fundos, a Chapecó parou de pagar os fornecedores e, por falta de estoque de milho, cerca de 7 milhões de frangos morreram.
Em janeiro de 2004 a Chapecó entrou com pedido de concordata no Fórum da Comarca de Chapecó em Santa Catarina.
Em 29 de abril de 2005, a juíza Rosane Portella Wolff, da 3ª Vara Cível de Chapecó, decretou a falência das empresas Indústria e Comércio Chapecó e Chapecó Companhia Industrial de Alimentos. De acordo com a juíza, apesar de o BNDES assumir o comando geral da empresa com o apoio direto do Banco do Brasil e do Banco Bozzano Simonsen no inicio de 1997, as medidas gerencias não foram suficientes para reverter a crise da empresa que se agravou ainda mais. As dívidas chegaram a cerca de 1 bilhão de reais.